# Cid Pinheiro Cabral
Cid Pinheiro Cabral, (São Luiz Gonzaga, 5 de maio de 1915 — Porto Alegre, 7 de setembro de 1983) foi um jornalista brasileiro, com grande atuação na crônica esportiva do Rio Grande do Sul.

## Biografia
Cid Pinheiro Cabral era filho de José Augusto Inácio Cabral e Maria Manoela Pinheiro Cabral e muito cedo se mudou para Porto Alegre, tendo que trabalhar desde a tenra juventude, fato que fez com que não terminasse a 4.ª série.
A partir daí, fez de tudo um pouco: foi boêmio, tocador de cuíca, tocador de violão e vendedor de túmulos. No ano de 1927, o futebol entra na sua vida. O padre Francisco Melechi o levou para assistir um jogo de futebol e, como Francisco era torcedor do Grêmio, queria que Cid também o fosse. Contrariando o destino, Cid viu nesse dia o Internacional, arquirrival do Grêmio vencer aquele Grenal, tornando-se colorado por toda a sua vida.
Iniciava-se uma história de amor e paixão de ambas as partes. Cid ingressou na carreira jornalística e a desempenhou de forma impecável. Iniciou carreira no Jornal A Nação, em 1941, e também passou pela Cia. Jornalística Caldas Jr., Agence France Presse e, por último, a RBS. No jornal Correio do Povo, imortalizou a coluna De Fora das Quatro Linhas, considerada temida e respeitada por todos que a liam. Nesse jornal, trabalhou por 34 anos.
Cid Pinheiro Cabral, torcedor assumido do Internacional, fato raro na crônica gaúcha, desempenhava um papel de torcedor e cobrador dos assuntos relacionados com o Inter, mas sempre o exerceu com fidalguia e honestidade diante do seu texto primoroso, causando um certo ciúme por parte da torcida gremista que se dilacerava com seus textos ácidos e provocadores.
Seu irmão, Ephraim Pinheiro Cabral, foi presidente do Internacional nos anos de 1951,1952,1960,1966 e 1967, e também vereador de grande importância para o Clube da Padre Cacique, pois à época da construção do Estádio Beira-Rio, Ephraim era presidente da Câmara de vereadores de Porto Alegre e autorizou a construção no local onde se situa até hoje.
Cid participou, no fim da vida, do programa Sala de Redação, da Rádio Gaúcha, no qual teve embates memoráveis com outra legenda esportiva gaúcha, Oswaldo Azzarini Rolla, o "Foguinho", ex-jogador e gremista ferrenho.
O jornalista Cláudio Cabral, falecido em 2012, era filho de Cid e foi comentarista esportivo das rádios Bandeirantes, Gaúcha e Guaíba. A Sala de Imprensa do Estádio Beira-Rio, pertencente ao Internacional, leva o nome de Cid Pinheiro Cabral, em homenagem ao grande cronista colorado. Nessa sala, existe uma placa de bronze onde está gravada uma das frases mais famosas de Cid Pinheiro Cabral: "Sou Colorado. Sempre acreditei na inteligência dos meus leitores!". Uma praça entre os estádios Beira-Rio e Olímpico também leva o seu nome.
O jornalista Ruy Carlos Ostermann, que, juntamente com Cid, é considerado um dos maiores cronistas esportivos do Rio Grande do Sul, disse, em entrevista ao programa Bem, Amigos!, apresentado por Galvão Bueno no canal SporTV, ao ser elogiado por seu belo texto e pelo que ele representa para a crônica esportiva do Rio Grande do Sul e do Brasil, disse: "Vocês falam isso porque não conheceram Cid Pinheiro Cabral".
Cid morreu como gostaria de morrer, após escrever a sua coluna de 7 de Setembro de 1983.